# Liste der Gedenktafeln in Berlin-Stadtrandsiedlung Malchow
Die Liste der Gedenktafeln in Berlin-Stadtrandsiedlung Malchow enthält die Namen, Standorte und, soweit bekannt, das Datum der Enthüllung von Gedenktafeln.
Die Liste ist nicht vollständig.

## Stadtrandsiedlung Malchow
| Bild | Name                           | Standort         | Datum der Enthüllung |
| ---- | ------------------------------ | ---------------- | -------------------- |
|      | Zwangsarbeiterlager GBI Nr. 40 | Nachtalbenweg 51 |                      |